# Piramidaal systeem

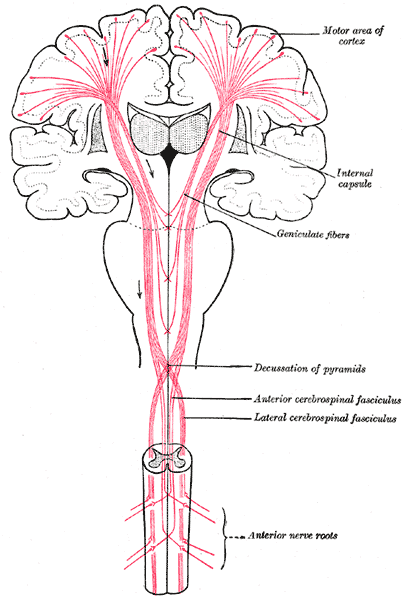
Het piramidale systeem loopt van hersenschors tot in het ruggenmerg

Het piramidale systeem is bij zoogdieren een verzameling van axonen, die van de hersenschors via het verlengde merg tot in het ruggenmerg lopen. Het systeem werkt nauw samen met onder meer de basale kernen en de kleine hersenen. Het zorgt voor de aansturing van skeletspieren: de fijne en willekeurige motoriek. 

## Ontdekking
De Duitse anatomen Franz Joseph Gall en Johann Spurzheim hadden rond het jaar 1800 een theorie ontwikkeld, die ervan uitging dat alle anatomische structuren van het zenuwstelsel behalve opvulling en bescherming nog een andere functie hadden. Ze sneden in het piramidale systeem en toonden aan dat dit systeem verantwoordelijk was voor het doorgeven van instructies over spierbewegingen van de hersenschors.

## Onderdelen
De axonen van het piramidale systeem beginnen hoofdzakelijk op de primaire motorische schors bij de piramidecellen. Echter, een klein gedeelte van de axonen begint in andere gebieden, zoals de somatosensibele schors. 
Het piramidale systeem verbindt als tractus corticospinalis de hersenschors met het ruggenmerg. Tractus betekent baan, cortico- gaat over de neocortex en spinalis is de Latijnse naam voor ruggenmerg. 
Ook verbindt het de hersenschors met de hersenstam als tractus corticobulbaris, waar bulbaris staat voor de motorische hersenzenuwkernen, gelegen in de hersenstam. Deze kernen zijn verbonden met de skeletspieren op hoofd en hals door middel van de hersenzenuwen.

Doorsnede van het ruggenmerg. In rood links op het plaatje is met 1a de buitenste baan aangegeven, in rood met 1b aan de onderkant de voorgelegen baan.

## De tractus corticospinalis
Zo’n 80 procent van de axonen van de tractus corticospinalis wisselt van lichaamshelft in het verlengde merg. Onder het verlengde merg heet hij de buitenste baan (tractus corticospinalis lateralis) en loopt door de achterzijstreng van het ruggenmerg. Deze baan is verbonden met de motorische zenuwcellen. Deze cellen sturen via de ruggenmergzenuwen de spieren in de schouder, heup, armen en benen aan.
Een klein deel wisselt niet van kant in het verlengde merg en loopt door als voorgelegen baan (tractus corticospinalis ventralis) door de voorstreng van het ruggenmerg. Ze zijn verbonden met de motorzenuwen die de spieren van de nek en rug aansturen en hierdoor zorgen voor de stabiliteit.

## Stoornissen van het piramidale systeem
Schade aan het piramidale systeem kan ontstaan door onder meer een beroerte, tumor of ernstige verwonding. Dit kan resulteren in verlies van fijne motoriek of zelfs verlamming van een onderdeel van het bewegingsapparaat. 
Verder wordt normaliter de formatio reticularis in de hersenstam geremd door de hersenschors. Als dit proces verstoord raakt neemt de spierspanning van skeletspieren toe en worden reflexen van skeletspieren sterker. Men spreekt dan van spasticiteit.